# Ermita de Sant Antoni (la Mata)
L'ermita de Sant Antoni, a la Mata, és un edifici religiós catalogat com a Bé de Rellevància Local segons la Disposició Addicional Cinquena de la Llei 5/2007, de 9 de febrer, de la Generalitat, de modificació de la Llei 4/1998, d'11 de juny, del Patrimoni Cultural Valencià (DOCV Núm. 5.449 / 13/02/2007), amb el codi 12.01.075-006.
És un petit edifici de planta quadrada situada a uns tres quilòmetres de la Mata, en el mateix camí pel qual s'accedeix a l'ermita de Santa Bàrbara, molt propera al riu Cantavella.
Malgrat les seves reduïdes dimensions i localització difícil, els veïns de la Mata segueixen celebrant-hi la festivitat de Sant Antoni de Pàdua el 13 de juny de cada any.